# Ametrodiplosis thalictricola
Ametrodiplosis thalictricola är en tvåvingeart som först beskrevs av Ewald Rübsaamen 1895.  Ametrodiplosis thalictricola ingår i släktet Ametrodiplosis och familjen gallmyggor. Inga underarter finns listade i Catalogue of Life.